# Andreas Malm

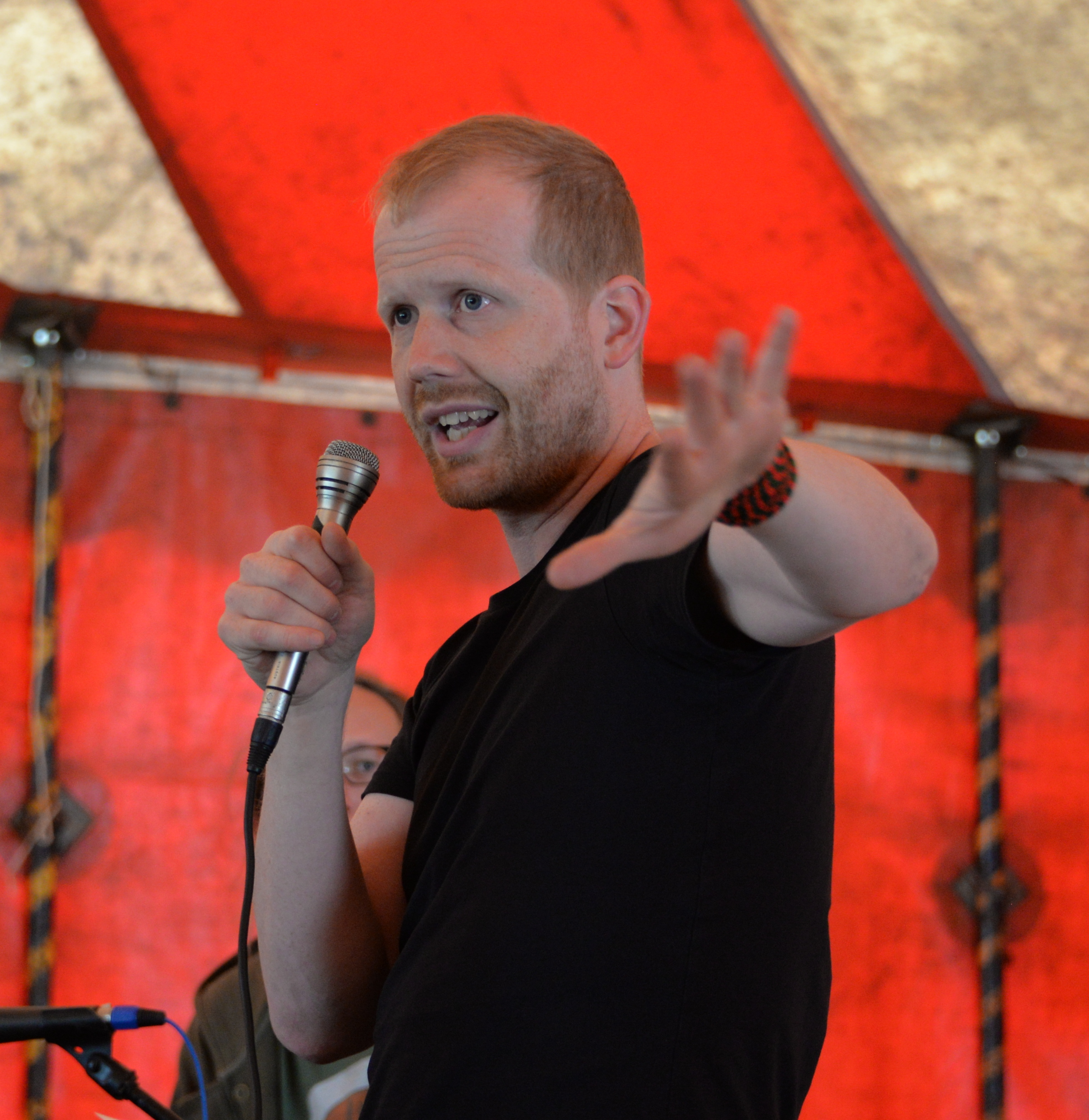
Andreas Malm beim Code Rood Action Camp 2018 in Groningen

Andreas Malm (* 1977 in der Gemeinde Mölndal) ist ein schwedischer Humangeograph, Humanökologe, Politikjournalist und Sachbuchautor. Der promovierte Wissenschaftler lehrt als Senior Lecturer im Master-Studium Humanökologie an der Universität Lund.

## Leben
Als politischer Journalist war Malm der syndikalistischen Sveriges Arbetares Centralorganisation verbunden und schrieb für die wöchentlich erscheinende anarchosyndikalistische Zeitung Arbetaren, 2010 trat er in die trotzkistische Socialistiska Partiet (SP) ein und begann für deren Wochenzeitung Internationalen zu schreiben. Malm ist zudem Autor des sozialistischen US-amerikanischen Magazins Jacobin.
Als Sachbuchautor setzte er sich anfangs kritisch mit der Nahostpolitik auseinander und wandte sich dann dem Zusammenhang von Klimakrise und Kapitalismus zu. Rahel Jaeggi nennt ihn eine prominente Stimme eines erneuerten ökologischen Marxismus.
Basierend auf seinem gleichnamigen Buch entstand 2022 der Thriller How to Blow Up a Pipeline, inszeniert von Daniel Goldhaber. Die Uraufführung erfolgte am 10. September 2022 beim Toronto International Film Festival 2022 in der Sektion  Platform.
Sein Buch Der Fortschritt dieses Sturms. Natur und Gesellschaft in einer sich erwärmenden Welt (2021) stelle „ein einziges langes Gefecht gegen den Latourianismus“ dar, schreibt Peter Sloterdijk.
Im Zuge des Terrorangriff der Hamas auf Israel 2023 geriet Malm in die Kritik, da er Lob für das Massaker der Hamas zeigte. In der Vergangenheit hatte sich Malm bereits positiv auf die PFLP bezogen sowie Bewunderung für Mohammed Deif, den Anführer der Hamas, kundgetan.

## Schriften (Auswahl)
- The Destruction of Palestine Is the Destruction of the Earth. Verso, London/New York 2025.
- Zusammen mit Wim Carton: Overshoot. How the World Surrendered to Climate Breakdown. Verso, London/New York 2024, ISBN 978-1-80429-398-0.
- Zusammen mit dem Zetkin Collective: White Skin, Black Fuel. On the Danger of Fossil Fascism. Verso, London/New York 2021, ISBN 978-1-83976-174-4.
- How to blow up a pipeline. Verso, London/New York 2020, ISBN 978-1-83976-025-9.
  - In deutscher Übersetzung als: Wie man eine Pipeline in die Luft jagt. Kämpfen lernen in einer Welt in Flammen. Matthes & Seitz, Berlin 2020, übersetzt von David Frühauf, ISBN 978-3-7518-0305-2.
- Corona, climate, chronic emergency. War communism in the twenty-first century. Verso, London/New York 2020, ISBN 978-1-83976-217-8.
  - In deutscher Übersetzung als: Klima|x. Matthes & Seitz, Berlin 2020, übersetzt von David Frühauf, ISBN 978-3-7518-0307-6.
- The progress of this storm. Nature and society in a warming world. Verso, London/New York 2018, ISBN 978-1-78663-415-3 (Online-Rezension von Daniela Russ: Skizze einer Notbremse, Soziopolis, 3. Dezember 2020).
  - In deutscher Übersetzung als: Der Fortschritt dieses Sturms. Natur und Gesellschaft in einer sich erwärmenden Welt. Matthes & Seitz, Berlin 2021, übersetzt von David Frühauf, ISBN  978-3-95757-939-3.
- Fossil capital. The rise of steam-power and the roots of global warming. Verso, London/New York 2016, ISBN 978-1-78478-129-3.
- Hatet mot muslimer. Atlas, Stockholm 2009, ISBN 978-91-7389-349-7 (schwedisch).
- Mit Shora Esmailian: Iran on the brink. Rising workers and threats of war. Pluto, London/Ann Arbor 2007, ISBN 978-1-84964-343-6.
- När kapitalet tar till vapen. Om imperialism i vår tid. Agora, Stockholm 2004, ISBN 978-91-89483-35-4 (schwedisch).
- Bulldozers mot ett folk. Omm ockupationen av Palestina och det svenska sveket. Tankesmedjan Agora, Stockholm 2002, ISBN 978-91-89483-17-0 (schwedisch).

## Film
- Der laute Frühling. Mit Interview-Beiträgen von Andreas Malm. Labournet.tv 2024, 62 Minuten (online verfügbar).